# Tableau (opstilling)
 For alternative betydninger, se Tableau. (Se også artikler, som begynder med Tableau)
Et tableau kan være en opstillet formation af mennesker, som arrangeres som i et stillbillede. Ønsker man at eksemplificere en bestemt situation, hvor der ønskes fokus på ansigtsudtryk og kropssprog, kan man gøre dette ved at danne et tableau.
Et tableau kan fx illustrere en episode, eller en historisk begivenhed, man ønsker at gengive.
Ordet stammer fra fransk tableau
 Der er for få eller ingen kildehenvisninger i denne artikel, hvilket er et problem. Du kan hjælpe ved at angive troværdige kilder til de påstande, som fremføres i artiklen.

| Sprog | Spire Denne artikel om sprog er en spire som bør udbygges. Du er velkommen til at hjælpe Wikipedia ved at udvide den. |